# سامي صلاح
سامي صلاح (بالإنجليزية: Sami Salah) ممثل وكاتب مصري من مواليد 30 أبريل 1958. حصل على دكتوراه في المسرح من جامعة مينيسوتا بالولايات المتحدة الأمريكية عن (الإمكانات الدرامية في القرآن الكريم) وماجستير في الإخراج المسرحي من جامعة أوكلاهوما سيتي بالولايات المتحدة الأمريكية، ودبلوم في الإخراج المسرحي من المعهد العالي للفنون المسرحية، وبكالوريوس في التمثيل من المعهد العالي للفنون المسرحية وأكاديمية الفنون، وليسانس الدراسات الاجتماعية كلية الآداب جامعة القاهرة. وهو عضو في المسرح القومي، وشارك في الفيلم المدبلج الملك الأسد دور بومبا.
توفي في 19 فبراير 2008 ورصيده الفني إخراج مسرحية واحدة هي «لا مؤاخذة يا مستر رختر»، وتأليف مسرحية واحدة هي «دبابيس» للمخرج جلال الشرقاوي عام 1980، والتمثيل في 9 أعمال فنية:
فيلم «شباب يحترق» للمخرج محمود فريد عام 1972
مسلسل «الأيام» للمخرج يحيى العلمي عام 1979
فيلم «موت أميرة» للمخرج أنطوني توماس عام 1980
فيلم «قصة لعبة» للمخرج جون لاسيتر عام 1995 (دبلجة النسخة العربية)
مسلسل «زقاق السنجقدار» للمخرج صفوت القشيري عام 1996
مسلسل «رابعة تعود» للمخرج صفوت القشيري عام 1996
مسلسل «عوضين وامبراطورية عين» للمخرج صفوت القشيري عام 1997
فيلم «قصة لعبة ج2» للمخرج جون لاسيتر عام 1999 (دبلجة النسخة العربية)
مسلسل «عفوا هذا حقي» للمخرج محمد عبد النبي عام 2000

## وصلات خارجية
- سامي صلاح على موقع IMDb (الإنجليزية)
- سامي صلاح على موقع الدهليز
- سامي صلاح على موقع قاعدة بيانات الأفلام العربية
- سامي صلاح على الدهليز
- سامي صلاح على كاروهات